# ジェット機

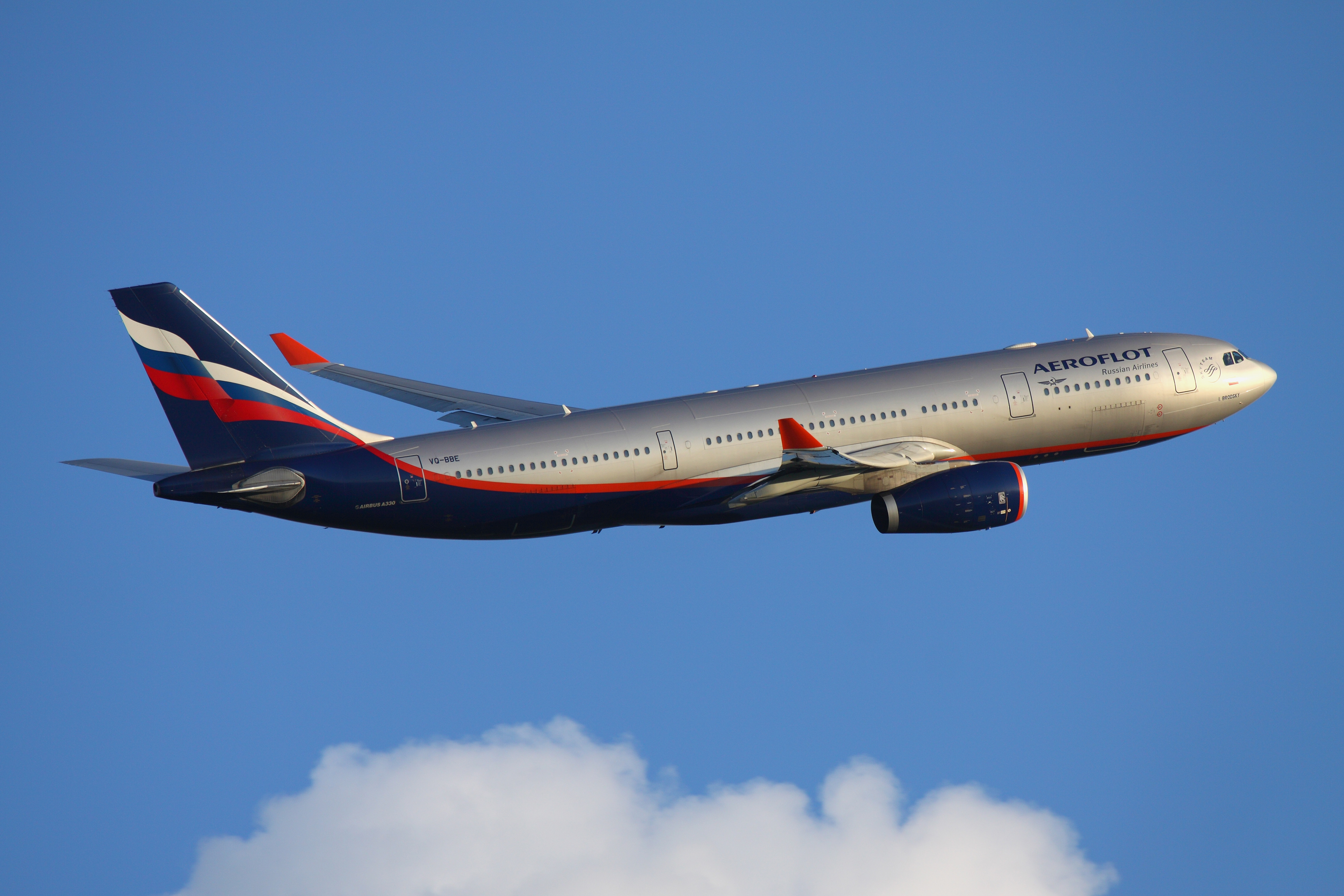
ジェット旅客機

ジェット機（ジェットき）とは、ジェットエンジンを用い、その推力によって飛行する飛行機である。
ジェットエンジンにはターボプロップエンジンも含まれるが、ターボプロップエンジンでプロペラを駆動する飛行機は一般にプロペラ機に分類される。一方、高バイパス比のターボファンエンジンは推力のほとんどを燃焼ガスによるジェット噴流ではなくエンジン前方のファンによって得るが、この場合はジェット機に分類される。
航空法ではパイロットや整備士の資格は発動機（ピストンかタービン）で区別されており、プロペラの有無は問われない。

## 歴史

### 黎明期
世界初のジェットエンジン搭載の航空機は1910年のルーマニアで開発されたコアンダ=1910である。だがコアンダ=1910のエンジンは、レシプロエンジンの駆動力で空気を送り込むモータージェットであり、純粋なジェット推進であったわけではなく、飛行自体も失敗に終わった。

世界で初めてジェットエンジン（ターボジェット）の推進力だけで飛行したのは、ドイツのハインケルによって開発されたHe 178である。初飛行は、1939年8月24日に数m上昇したときだというものと、8月27日に本格周回飛行をしたときだというものの、二つの見解がある。だがこの機体は結局速度などの性能が当時のレシプロ機よりも劣っていた事や、政治的圧力により軍用機としては採用されなかった。連合軍側初のジェット試験機はイギリスのグロスター E.28/39で、1941年5月15日に17分間の初飛行に成功した。

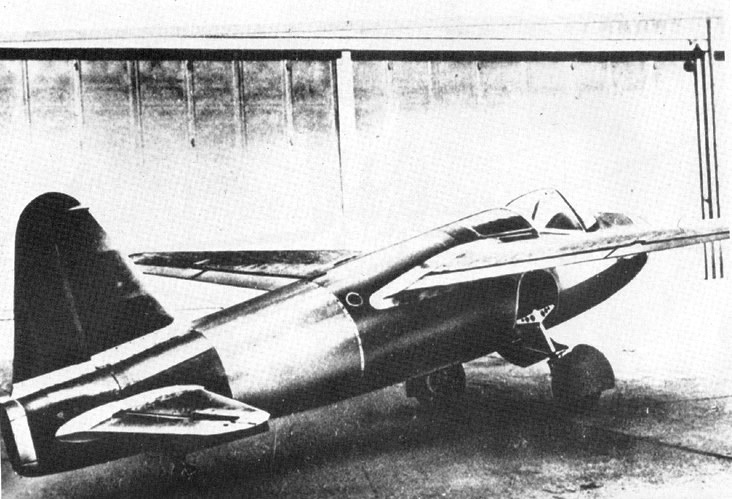
ハインケル He 178

初めて量産されたジェット戦闘機はアメリカ陸軍航空軍P-59で、1943年6月にベル・エアクラフト社に量産型P-59Aを80機発注したが、性能が当時のレシプロ戦闘機に劣っていたため30機製造時点でキャンセルとなり、実戦には投入されずに研究用としてイギリス空軍に1機が提供され、アメリカ海軍にもYF2L-1として3機が提供されたが高い評価は得られなかった。
初めて正式な実戦運用開始された実用ジェット戦闘機はイギリスのグロスター ミーティアで、最初の作戦行動は1944年7月27日に行われ、同年8月4日にV1飛行爆弾を初撃墜。第二次世界大戦期間の最終的な戦果は、V1飛行爆弾を14発撃墜したのみで、その期間内には航空機との交戦経験は無かった。同機は朝鮮戦争にも投入され、最終的に1960年代まで運用された。
初めて航空機同士の交戦を行った実用ジェット戦闘機はメッサーシュミット Me262で、1944年7月に試験飛行中の実験隊がデ・ハビランド モスキートと交戦した。同機の正式な実戦配備は同年10月で、第二次世界大戦末期、ロケット弾幕を用いて連合国軍の爆撃機撃墜で戦果を上げたものの、すでに劣勢にあったドイツは状況的に機体もロケット弾も十分な配備数を揃える余裕も無く、戦況を覆すには至らなかった。

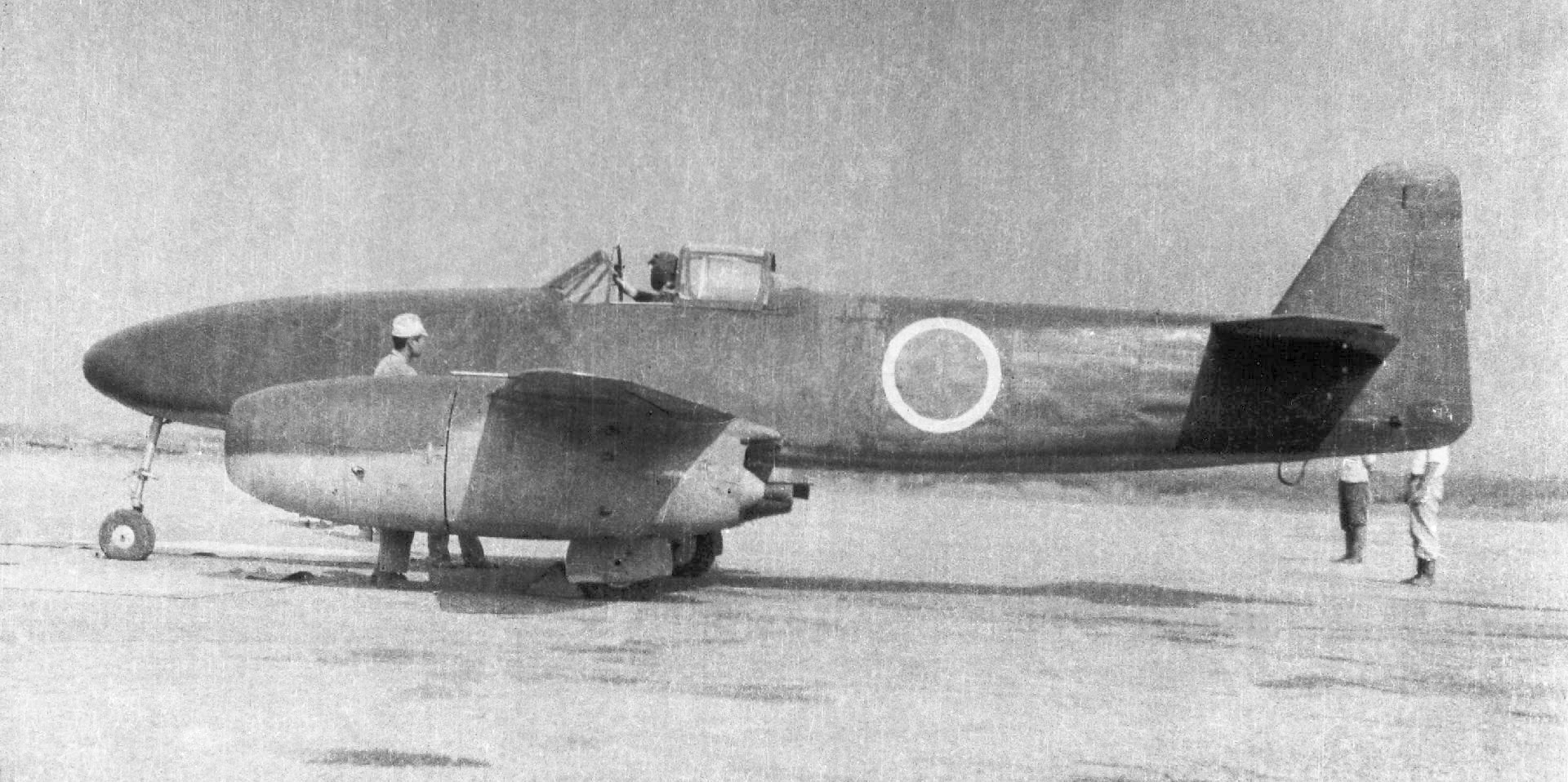
橘花

Me262の技術は日本にも運ばれており、陸海両軍で開発が行われた。大日本帝国海軍では皇国二号兵器（後の橘花）という名前で、沿岸の敵艦船を攻撃する特殊攻撃機として試験機が開発された。3案のエンジン配置法（機体上部配置、機体埋め込み、釣り下げ）の内、当時の技術力・国内の現状からMe262と同じ釣り下げ方式が採用され、1945年8月7日に11分間の低空飛行で初飛行に成功する。しかし、同年8月11日に二回目のテスト飛行が行われた際、テストパイロットが滑走中に離陸時の加速用固体燃料が燃焼終了したのをトラブルと誤認。離陸中止を試みたものの、零式艦上戦闘機を流用した脚部の制動力が機体重量に比べて弱く、オーバーランで脚部を破損。試作止まりで終戦に至った。大日本帝国陸軍ではMe262を大型化したキ201（火龍）を戦闘襲撃機（戦闘爆撃機/攻撃機）として開発中であったが、こちらは機体設計中に終戦を迎えている。
他にも、試作のみで終わったハインケルHe280（ドイツ）、戦闘機として第二次世界大戦末期に配備され実戦にも参加したハインケルHe162（ドイツ）、配備されたが実戦には参加しなかったP-80 シューティングスター（アメリカ）、当初は偵察機として開発され、後に爆撃機へと改変されたアラドAr234（ドイツ）などがある。

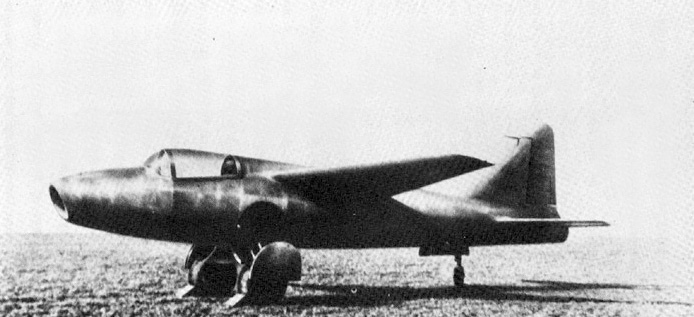
ハインケル He 178 V2 （試作2号機）
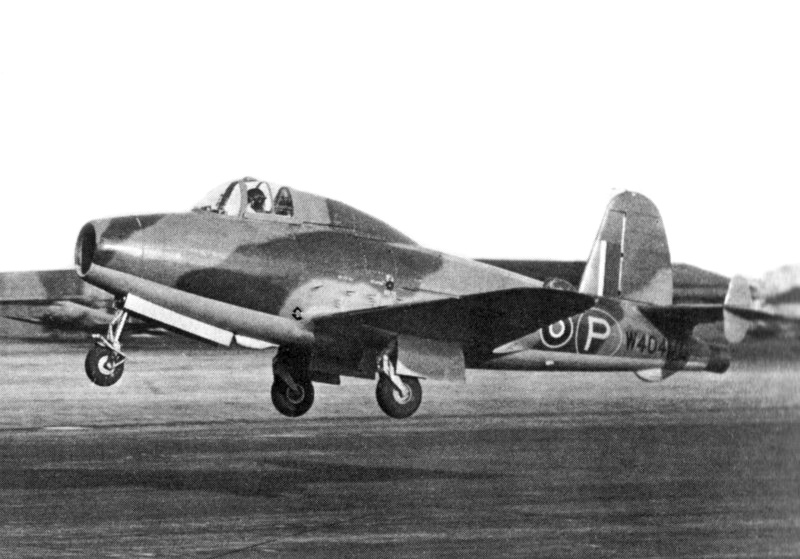
グロスター E.28/39
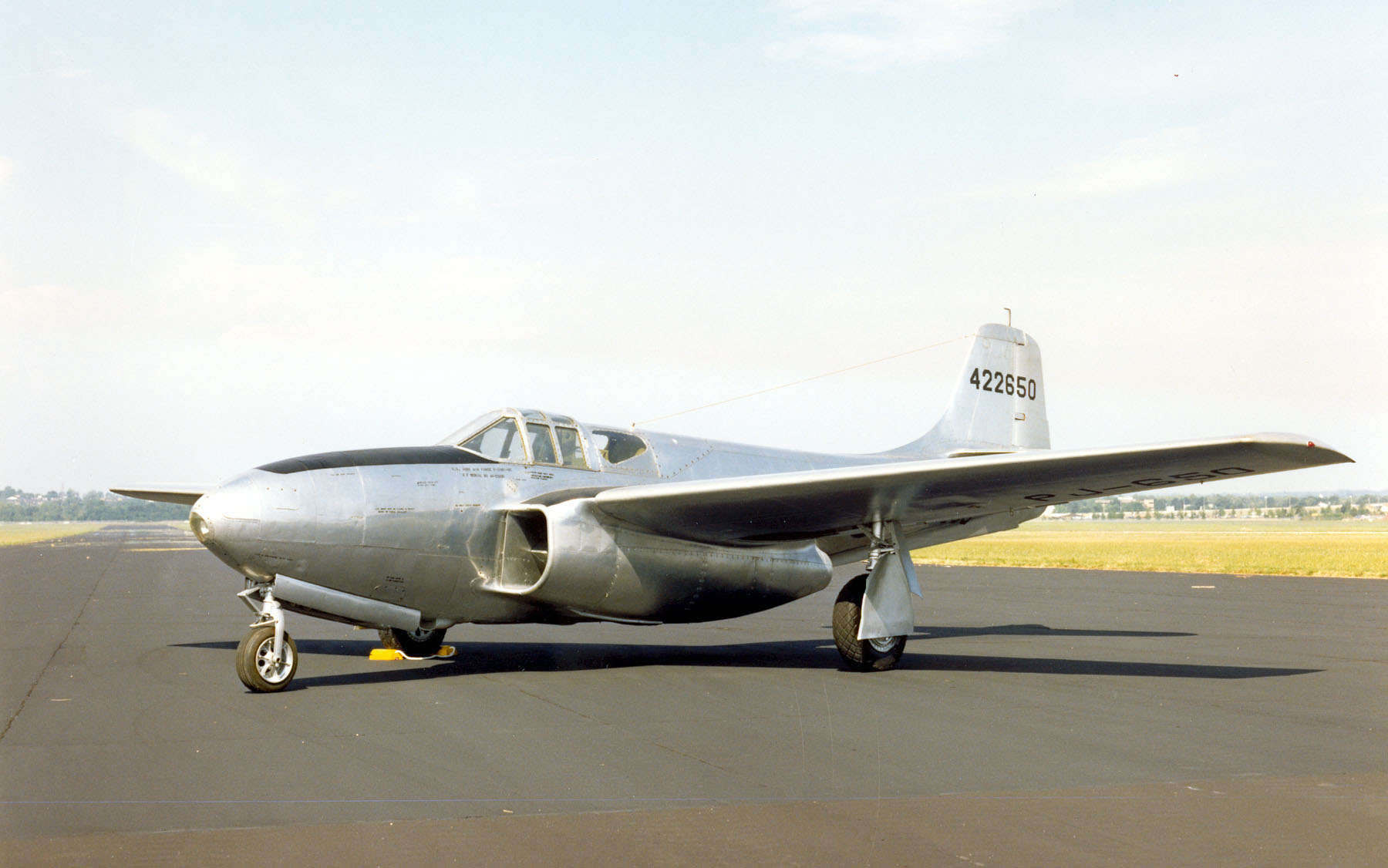
P-59
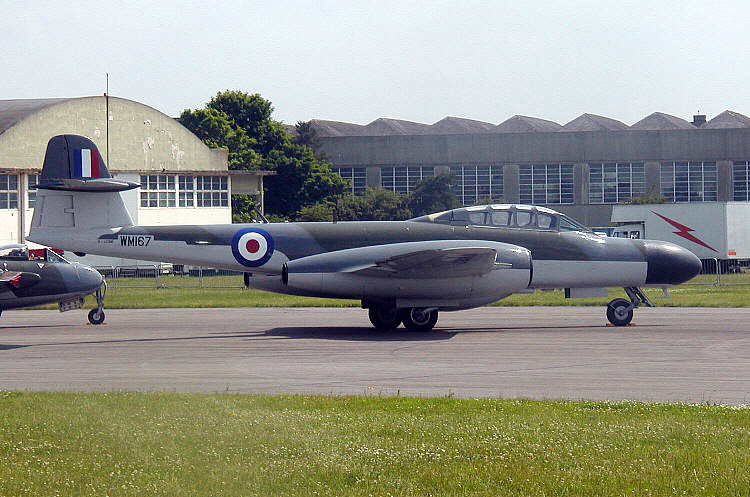
グロスター ミーティア
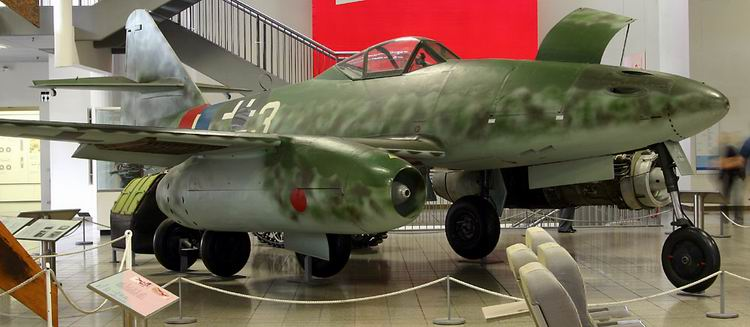
メッサーシュミット Me262
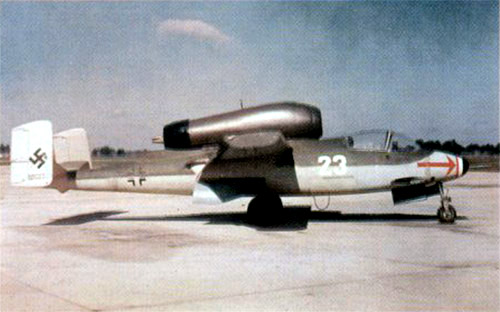
ハインケルHe162
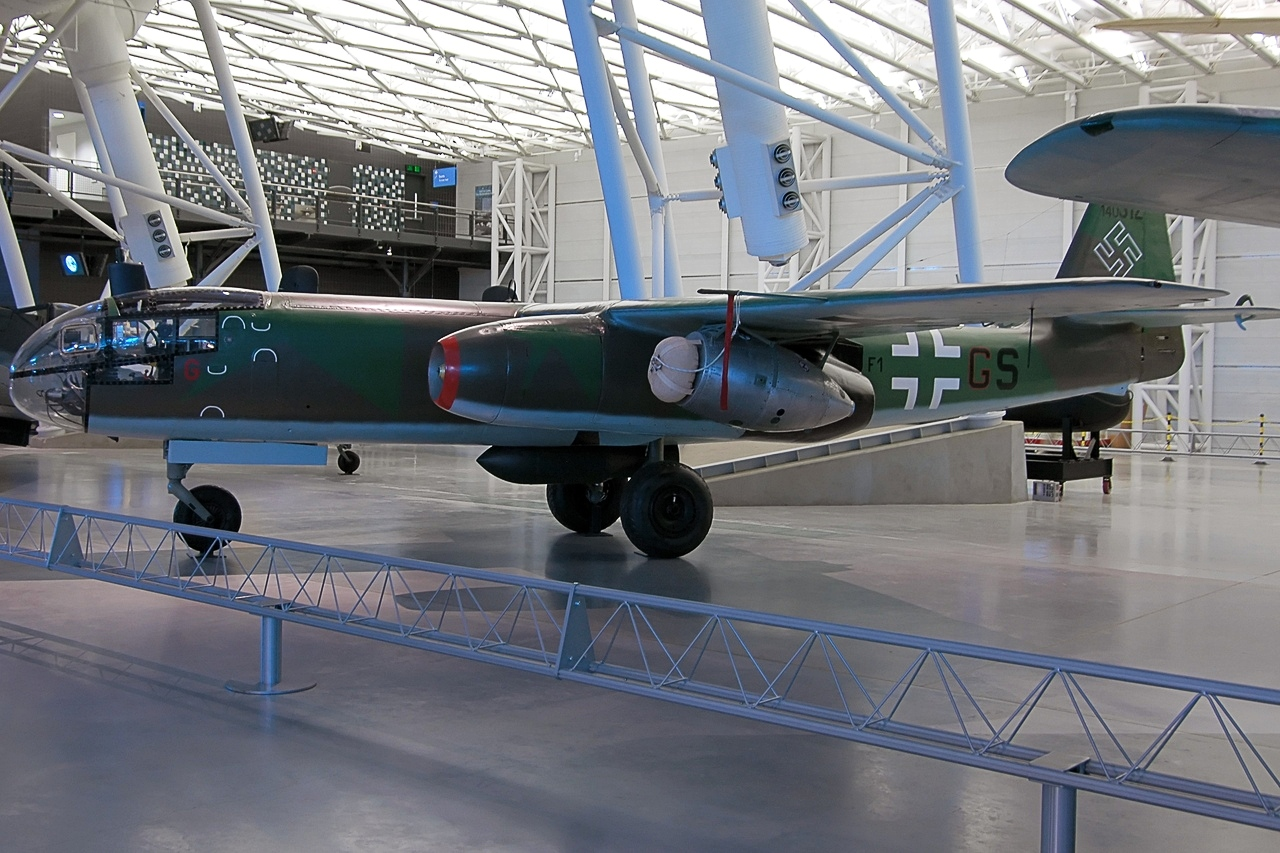
アラドAr234
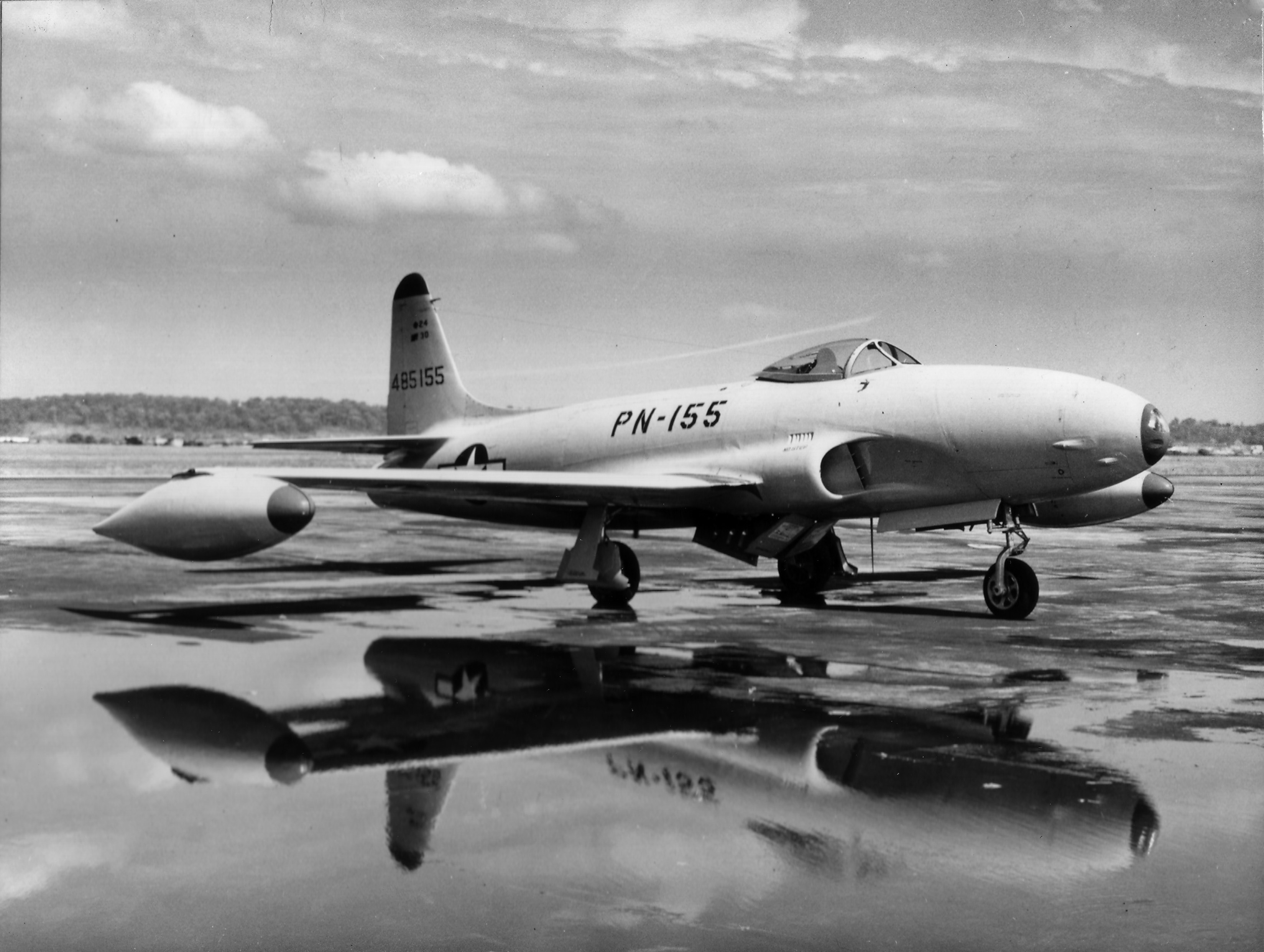
P-80 シューティングスター

## エンジンの種類
初期のジェット機のエンジンはバイパスの無いターボジェットエンジンがほとんどであった。2017年現在、純粋なジェットエンジン（ピュアジェット）はほぼ姿を消したが、戦闘機などの小型超音速機においては低バイパス比のターボファンエンジンを搭載している。
民間旅客機に代表される亜音速大型機は、高亜音速での効率の高さから高バイパス比のターボファンエンジンを用いるのが主流である。例外としては、超音速旅客機のコンコルドやTu-144が挙げられる。コンコルドやTu-144はアフターバーナーを備えたターボジェットエンジンを4発搭載していた。

## エンジン数
飛行機のエンジンは、エンジンに着目した場合に、1基、2基、3基...と数え、飛行機に着目した場合には、単発（または1発）、双発（または2発）、3発、4発...と数えることが多い。
一般にジェットエンジンは、小型であればあるほど推力重量比が高くなる傾向にある。そのため小型エンジンを多数搭載したほうが、大型エンジンを少数搭載するよりも、重量や推力では有利になる。
その一方、逆に小型エンジンを多数搭載するよりも、大型エンジンを少数搭載したほうが、燃費効率の面では有利になる。また、エンジンは航空機の部品の中では最も高価かつ精緻なものであり、数を増やす事は製造、維持コストの上昇にもつながる。
実際の航空機においては、民間のビジネスジェット・旅客機・輸送機では、双発以上が通例である。これは、万が一のエンジン故障の場合を想定しているためであり、エンジン故障で即飛行不可能となる単発機は存在しない。小型のひとり乗りスポーツ機においては単発の例が存在するが、これは操縦士ひとりが機外に脱出できれば人命の安全は確保できるためである。そのような訓練を積んでいない乗客を乗せる旅客機において、単発機という選択はありえない。
双発機においても、エンジンが1基止まった場合60分以内に緊急着陸可能な空港がある航路のみを運航できるという規則が存在し、太平洋や大西洋などの広い海を横断する航路が設定できないなど、運航上の制約ができてしまう。従って長距離旅客機の場合は、全てが3発、あるいは4発のエンジンを搭載していた。しかし近年ではエンジン単体の信頼性が向上したため、ETOPSルールにより双発機でも外洋を航行できるようになっている。上記の通りエンジン数が少なければ機体価格や燃費の面で有利になるため、航空会社のコスト削減要求が厳しい近年においては、可能であればエンジン数が少ないほうが望ましい。
軍用機、特に戦闘機においては、単発か双発の場合が多い。訓練された軍人のみが搭乗する軍用機においては、性能が目的に合致していれば安全性の要求は民間の場合よりも緩いものとなるためである。爆撃機や輸送機など大型機にはエンジンを4発搭載した例も見られるが、これは機体規模に対して必要な推力を得るためである。推力が十分であれば、エンジン数を減らす事は好ましい事とされ、近年の単発機は推力において、過去の双発以上の機体の推力の合計を上回るケースもしばしば見られる。典型的な例として、F-5戦闘機の改良発展型のF-20は、双発から単発へとエンジン数を減らし、かつ推力は増大している。
さらに多くのエンジンを搭載する飛行機として、ボーイング B-47の6発や、ボーイング B-52の8発がある。これらはパイロン1つに小型エンジン2基をセットにしている。これは機体規模が大きいこととあわせて、当時の技術では必要な推力を得るためにエンジン数を増やす必要があったからである。B-52は現役の爆撃機であり、新型のエンジン4発に換装するプランが提案されている。
近年の機体としてアントノフ An-225 という6発機が存在するが、これは最大離陸重量で世界一の大型機である。

## エンジン配置
ジェット機において、ジェットエンジンの配置方法は主に以下の2種類に分類される。
外装方式
主翼下、ないし胴体外部など、機体の外側にエンジンを配置するもの。
内蔵方式
主翼内、あるいは胴体内に、エンジンを埋め込むもの。

### 外装方式

#### 主翼下パイロン懸架方式
旅客機等の大型機では、偶数エンジン数の場合、主翼下パイロン懸架方式が主流となっている。MD-11 のような3発機の場合、主翼下パイロン懸架2発と胴体後部（垂直尾翼下）1発配置となる。
この方式には以下のような特徴がある
利点
- エンジンという重量の大きなものを機体の前後の重心近くに置くことができる
- 主翼に釣り下げさせることにより、飛行中に主翼に生ずる揚力によって翼付け根に加わる、曲げモーメントを緩和させることが出来る

欠点
- エンジンと地上とのクリアランスを取るために、脚の長い降着装置が必要となり、重量が増加する(下翼式の場合に顕著、上翼式の場合は問題になりにくい)
- 主翼に集中質量があることによる主翼のフラッター特性の悪化
- 機体の左右方向に対しては、むしろ重心より離れた位置になるため、ロール方向に対してはむしろモーメントが大きくなる。

#### 胴体外配置方式
主翼下パイロン懸架方式以外に多いのは、胴体の外側に取付けるものである。最初の例はハインケルHe162であり、生産を簡易にする目的でエンジン1発を胴体の上部に背負うような形で配置している。
比較的小型の旅客機、コミューター機や小型ビジネスジェット機では、2発のエンジンを胴体後部の左右に取付けた例が多い。プロペラのないジェットエンジンのコンパクトさに着目した手法で、1955年のフランス製双発旅客機シュド・カラベルが最初の例である。大型機では代表的なマクドネル・ダグラス社（現：ボーイング社）のDC-9をはじめ、イギリスのVC-10やロシア製の機体で見られる。
この方式には以下のような特徴がある：
利点
- 主翼がクリアになることにより主翼の空力特性が向上する
- 短い降着装置で済むので降着装置の重量が軽減出来る

→小型機には都合がいい形態である
欠点
- 胴体後部に配置した場合は、重量が機体後部に集中することから、重心が後方になってしまう。そのため、水平尾翼と垂直尾翼の効きが低下してしまう。水平尾翼と垂直尾翼を大型化するか、重心より後ろの胴体を延長することで解決できるが、重量増加やさらなる重心の後退を招く。
- エンジンが胴体と直接的に接するためにエンジン振動及び騒音が後方キャビン内に伝わり易い（前方は静音となる）
- 稀ではあるが、冬季の除雪作業の不備により、主翼上に張り付いた氷や雪が胴体後部のエンジンに吸い込まれ、事故につながる場合があった。

#### 主翼上面配置
採用例は非常に少ないが、主翼上面にパイロン状のストラットで支持した方式がある。これを採用しているのは、ドイツ製の VFW 614 や、2004年に飛行試験を実施したホンダジェットなどがある。また、水上滑走時にエンジンが水飛沫を吸引することを防ぐためBe-200などのジェット飛行艇も同じようなエンジン配置をとる。この方式の特徴として以下のようなものが挙げられる
利点
- 主翼下パイロン懸架方式と同様に、機体重心を機体中心近くに置くことができる
- 主翼上に支持させることにより、飛行中に主翼に生ずる揚力によって翼付け根に加わる、曲げモーメントを緩和させることが出来る
- 主翼下がクリアになるため、降着装置が短くて済み、降着装置重量が軽減出来る
- ウォーターラインでの重心位置近くに推力線を置くことが出来る（低翼の場合）
- 地面とエンジンとの距離をとれるため、エンジンへの異物の侵入を防ぎやすい

欠点
- 主翼上面にエンジンナセルがあることにより、翼上面の圧力分布の乱れに伴う揚力分布の悪化
- 主翼に集中質量があることによる主翼のフラッタ特性の悪化
- 胴体とエンジンナセル間がチャネルフローになり、この部分の空力特性把握が難しい
- 民間機の場合、主翼近くの乗客の視野が狭まったり、近くにエンジンがあることによる心理的影響が否定出来ない（低翼の場合）

### 内蔵方式

#### 胴体内蔵方式
多くの戦闘機や攻撃機は、胴体内にエンジンを埋め込んでいる。
利点
- 外装方式と比べて、空気力学的に洗練された外形となり、高速性を発揮しやすい。
- 基本的に機体の左右方向の重心に配置されるため、ロール方向のモーメントが小さくなり、機体の運動性を高める事ができる。

欠点
- 外装方式と比べて、エンジンの整備・交換が難しい。
- 機体の前後方向に対して重心近くに配置する事が困難（重心近くに配置した場合、ジェットエンジンの排気を機体の外に導く際に、設計上の工夫が必要となる）。
- 外装方式と比べて、エンジンの吸気が難しい（機体形状とあわせて、最適なエアインテークの設計が要求される）。

#### 主翼内蔵方式
主翼にジェットエンジンを埋め込ませた方式。世界初のジェット旅客機であるデ・ハビランド コメットやそれをベースに開発されたニムロッド対潜哨戒機、巨大な主翼を持つアブロ バルカン等、イギリス製航空機に多くみられた方式。ただし当然の事ながらエンジンを内蔵した主翼はより厚くする必要がある。ジェット機は高速化により主翼を薄くする方向に発展していったため、主翼にエンジンを内蔵する方式はこれとは矛盾するものであるため、採用例は多くない。

### 中間的なもの
外装方式と内蔵方式の中間的なものとして、機体内部に半分エンジンを埋め込んだようなものも存在する。例えばステルス爆撃機として有名な全翼機、B-2も機体内部に半分埋め込むような形になっている。
F-14やSu-27のように、半ばエンジンを機外に露出したような外形の機体も存在する。

### 複合形式
上述のそれぞれのエンジン配置を複合した機体が、主に3発機において存在する。DC-10はエンジンのうち2発を主翼下に、1発を胴体後方上部に外装している。ボーイング727はエンジン2発を胴体後方左右側面に外装、1発を胴体内に内蔵している。

## スラストリバーサ
大型のジェット機ではスラストリバーサ（thrust reverser、または逆推力装置、逆噴射装置）を装備している場合が多い。スラストリバーサはエンジンの噴気の向きを前面斜め方向に変えることにより、逆向きの推力を生み出す働きがある。主に着陸時の制動距離を短縮するために使用される。日本ではまず見られることはないが、トーイングカーのプッシュバックによらない自力での後退（パワーバックと呼ぶ）に用いられる場合がある。
ターボジェットエンジンや低バイパス比ターボファンエンジンでは、エンジンの排気を直接遮る形式、高バイパス比ターボファンエンジンにおいては、ファンを通った空気だけを遮る形式のスラストリバーサが用いられる。
なおプロペラ機におけるスラストリバーサはプロペラのピッチを逆転することにより実現されている。

## エアインテーク
ジェット機においては、エアインテーク（空気取り入れ口）が重要な設計要素になる場合がある。特にエンジンを胴体に埋め込むコンフィギュレーションを採用した場合、エアインテイクの数、機体に対する配置、形状、ダクトの形状が要求される飛行機の性能を左右する。
主翼下パイロン懸架方式・胴体後部側方配置方式の機体ではふつうエンジン数とエアインテイク数は一致するが、胴体内埋め込み方式では一致しない場合もある。MiG-19やイングリッシュ・エレクトリック ライトニングのように機首にエアインテークを設けている機体は双発だがエアインテークが1であり、F-104 や サーブ 39 グリペンなど胴体両側面にエアインテークを設けている機体は単発だがエアインテークが2つになる。昨今の小型高性能戦闘機は、高迎角飛行でも空気の流入が比較的得やすい胴体下に設置される場合が多くなっており、この場合はエアインテークとエンジンの数も一致する（F-16・F-CK-1など）。（2008年現在）